# Шаровская, Наталья Юрьевна
Шаровская Наталья Юрьевна (род. 21 мая 1959) — азербайджанская актриса, лауреат персональной пенсии Президента Азербайджанской Республики с 2021 года. Народная артистка Азербайджана (2018).

## Биография
Наталья Шаровская в 1982 году окончила факультет драматического и киноактёрского мастерства Азербайджанского государственного института искусств. В 1985—1992 годах она работала актрисой в Азербайджанском театре юного зрителя имени М. Горького. С 1992 года Наталья работает в Русском драматическом театре имени С. Вургуна, где исполнила множество ролей.
Среди её ярких ролей: Туанетта (Мольер, «Мнимый больной»), Зоя (А. Островский, «Красавец-мужчина»), Жозефина (Ф. Брукнер, «Наполеон I»), Сюзанна (Р. Тома, «Второй выстрел»), Аркадина (А. П. Чехов, «Чайка»), Гонерилья (У. Шекспир, «Король Лир»), Марьям (С. Вургун, «Фархад и Ширин»). Эти роли демонстрируют её разнообразный творческий потенциал.
Наталья Шаровская является женой Народного артиста Азербайджана, главного режиссёра Азербайджанского государственного академического русского драматического театра им. Самеда Вургуна Александра Шаровского.

## Награды
- Персональная пенсия Президента Азербайджанской Республики[1] — с 7 мая 2021 года.
- Народный артист Азербайджана — за заслуги в развитии азербайджанской культуры[2] — с 27 мая 2018 года

## Фильмография
- «Шестой этаж пятиэтажного дома» (1996)
- «Гостиничный номер» (1998)
- «Проверка» (2006)